# May Parker
May Reilly Parker Jameson, più nota come May Parker o zia May, è un personaggio immaginario dei fumetti pubblicati dalla Marvel Comics e creato da Stan Lee (testi) e Steve Ditko (disegni). È la zia di Peter Parker, alias l'Uomo Ragno.

## Biografia del personaggio
May Reilly visse con i suoi genitori a Brooklyn e conobbe Ben Parker nei primi anni trenta. L'uomo era profondamente attratto da lei. May, tuttavia, credeva di amare Johnny Jerome, che aveva molti più soldi di Ben. Jerome le offrì la promessa di una vita eccitante in quel periodo di gravi difficoltà economiche. Ben avvertì May che Jerome era in realtà un criminale, ma prese la cosa come una calunnia per gelosia. Una notte Jerome le propose di sposarlo e fuggire insieme, ma venne raggiunto da Ben e dalla polizia, che lo arrestò, in quanto aveva appena rapinato una gioielleria e sparato ad un uomo che chiese aiuto. May si rese conto che Jerome era davvero un criminale e si rifiutò di sposare un uomo simile. Ben la consolò mentre Jerome venne condannato per omicidio e furto con scasso. L'episodio fu un punto di svolta nella vita di May Reilly, che mise da parte le sue fantasie di sposare un uomo finanziariamente benestante e imparò a prendere decisioni sulla direzione della vita. Apprezzando Ben Parker e la sua devozione per lei, May si innamorò di lui e iniziarono a frequentarsi. Tre settimane dopo un litigio si sposarono, con grande gioia di Anna Watson (loro amica e vicina di casa, oltreché la zia di Mary Jane Watson). La loro vita insieme fu lunga e felice.
Dopo la morte dei genitori di Peter, May Parker e suo marito Ben si presero cura del nipote. Dopo la morte di Ben, Peter fece di tutto per non farla stare in pensiero a causa della sua doppia vita da supereroe. Una volta ebbe anche una relazione con Nathan Lubensky, un invalido, ma questi morì a causa dell'Avvoltoio, lasciando May nella più profonda disperazione. Successivamente sembrò morire di cancro, ma poi si scoprì che a morire in realtà fu una sosia ingaggiata da Norman Osborn, mentre la vera May era stata rapita e sostituita proprio da Goblin, alter ego di Osborn, per tendere una trappola a suo nipote Peter.
Nel periodo in cui Peter Parker e famiglia soggiornavano presso la Stark Tower, ha iniziato a frequentare Edwin Jarvis, il maggiordomo di Tony Stark.
Appena dopo Civil War, in cui suo nipote si smascherò pubblicamente a favore dell'Atto di Registrazione dei Supereroi, verrà gravemente ferita dal cecchino Jake Martino, incaricato da Kingpin, lo zar del crimine e vecchio avversario dell'Uomo Ragno e di Devil. Questo evento porterà Peter Parker a tornare al suo costume nero e scatenerà gli eventi di Back in Black. A causa di questa ferita è caduta in uno stato di coma che pare irreversibile. Ha un cane, di nome Ms. Lion, che è entrato in un gruppo di supereroi.

### Soltanto un altro giorno
Durante gli eventi di Soltanto un altro giorno, Mefisto, un demone, farà un accordo con Peter Parker: salverà May dal coma se Peter rinuncerà al suo matrimonio con Mary Jane Watson. Così Mefisto crea un nuovo piano della realtà, in cui Peter è di nuovo scapolo e May è sana e salva e lavora come volontaria al centro di assistenza per senza tetto F.E.A.S.T.
A causa della magia di Mefisto ha anche scordato l'identità segreta del nipote Peter.

### Un nuovo giorno
Dopo l'incantesimo di Mefisto, May torna a vivere a Forest Hills. Attualmente fa volontariato nell'azienda di Martin Li, alias Mister Negativo. Si è fidanzata con il padre di J. Jonah Jameson, Jay, con cui si è sposata in Spider-Man 531 (in originale Amazing Spider-Man 600), venendo ostacolata dall'intervento del Dottor Octopus. Per un po' è stata anche corrotta dal tocco di Mister Negativo, che l'ha resa una donna acida, scorbutica e arida, l'esatto opposto della vera May.

### Alla grande
Fiera di Peter quando questi ha iniziato a lavorare per la Horizon Labs, ha rischiato la vita più di una volta, ad esempio durante l'attacco dell'Ammazzaragni o nella battaglia tra Terminus e il giovane, potentissimo supereroe Alpha. In quest'occasione il suo aereo precipitò e lei e Jay furono salvati dall'Uomo Ragno. May rimase però ferita ad una gamba e da allora cammina con un bastone.

### Superior Spider-Man
Del tutto ignara che il corpo di suo nipote sia ora posseduto dalla mente di Otto Octavius, May ha rischiato di venire uccisa dal killer vampiresco Blackout, che cercava di colpire attraverso di lei Peter Parker (ufficialmente l'uomo che progetta le attrezzature dell'Uomo Ragno).

### Goblin Nation
Durante l'attacco di Norman Osborn a New York, May e Jay vengono portati al sicuro da Mary Jane. Peter, dopo aver riacquistato il controllo del suo corpo e aver sconfitto la Nazione Goblin, si è scusato per il "suo" comportamento e ha deciso di controllare la protesi di May (creata da Doc Ock) e le promette di recidere i legami delle Parker Industries (fondate sempre da Otto) con Spider-Man.

### Il complotto del clone
Quando la compagnia di Peter arrivò al successo, May e Jay entrarono a far parte della Fondazione zio Ben, un'organizzazione benefica impegnata a fornire aiuto ai meno fortunati e migliorare la qualità della vita ovunque fosse possibile.
Purtroppo, Jay cadde vittima di una malattia e morì, lasciando May una vedova ancora una volta.

## Altre versioni

### Ultimate Zia May
Nell'Universo Ultimate May Parker è un po' diversa dalla versione originale. Qui è una donna forte e indipendente, è riuscita a superare, pur con qualche crisi, la morte del marito Ben ed ora è una colonna per Peter. Anche se è altamente protettiva nei confronti del nipote. Zia May è anche piuttosto brava con i computer e le piace spiegare e risolvere problemi sul web. Poco tempo dopo la morte di suo marito Ben stava iniziando una relazione con il capitano di polizia George Stacy, prima che questo morisse ucciso da un impostore vestito da Spider-Man. Durante la versione Ultimate della Saga del clone, Peter rivela a May la sua vera identità. La sua reazione è molto diversa da quella della May dell'Universo classico, infatti, lei si infuria e gli dice di andarsene da casa sua; ma alla fine della saga, dopo aver avuto un infarto per aver visto Gwen Stacy trasformarsi in Carnage, May accetta il destino del nipote. In seguito, adotta Gwen Stacy e poi, addirittura, Johnny Storm, che entrano a far parte della famiglia. Arrivando a difendere Peter in più di un'occasione come quando minaccia Brock con una pistola intimandogli di andarsene o quando spara ad Electro per difendere Peter che stava per essere colpito da una scarica di quest'ultimo. Rimane sconvolta quando Norman in procinto di morire rivela a Peter di essere il vero responsabile della morte di zio Ben quando spiega di aver pagato il ladro che uccise Ben. Dopo la morte di Goblin saluta il nipote quando parte con Mary Jane per sposarsi con lei e gli augura ogni buona fortuna. Riappare per l'ultima volta quando fa visita a Peter scoprendo che ha avuto due bambini e che li ha chiamati con il suo nome May e con quello di Ben.

### Noir
Nell'universo Noir zia May gestisce il Bowery Welfare Center, un centro di accoglienza per senzatetto. È anche un'attivista per i diritti dei lavoratori.

## Altri media

### Cinema
(May Parker al nipote Peter nel film Spider-Man)

#### Trilogia di Sam Raimi
Il personaggio è interpretato da Rosemary Harris nella trilogia diretta da Sam Raimi, composta da Spider-Man (2002), Spider-Man 2 (2004) e Spider-Man 3 (2007).

#### Dilogia di Marc Webb
Nella dilogia diretta da Marc Webb, composta da The Amazing Spider-Man (2012) e The Amazing Spider-Man 2 - Il potere di Electro (2014), zia May è interpretata da Sally Field.

#### Marvel Cinematic Universe
(May Parker al nipote Peter, poco prima di morire, nel film Spider-Man: No Way Home)
Nel Marvel Cinematic Universe (MCU), zia May è impersonata da Marisa Tomei, che interpreta una versione notevolmente più giovane e affascinante rispetto al personaggio tradizionale. Questa incarnazione ricopre il ruolo solitamente occupato da zio Ben (nella storia già morto).
- Appare per la prima volta con una piccola parte nel film Captain America: Civil War (2016), dove qui Tony Stark si è recato a casa sua facendo credere alla zia di prendere suo nipote Peter per uno stage.
- Spider-Man: Homecoming (2017)[5] qui ha un ruolo maggiore e aiuta suo nipote Peter nei classici problemi adolescenziali senza sapere che in realtà lui è Spider-Man. Tuttavia alla fine del film lo vede per caso con indosso la sua tuta da supereroe, scoprendo la sua identità segreta.
- May non è sopravvissuta allo schiocco di Thanos ma è in seguito ritornata in vita grazie a quello di Hulk in Avengers: Endgame (2019): alla fine del film presenzia al funerale di Tony insieme a suo nipote Peter.
- In Spider-Man: Far from Home (2019), May inizia una relazione con l'agente Happy Hogan e partecipa insieme a Peter, nei panni di Spider-Man, ad alcuni eventi di beneficenza per tutte le vittime dello schiocco che, come lei, hanno perso la casa dopo essere ritornati in vita. Alla fine del film, dopo il ritorno del nipote dalla gita in Europa, viene interrogata da Peter sulla sua relazione con Happy, ma entrambi danno spiegazioni contrastanti sul loro rapporto.
- Il personaggio viene solo menzionato nella prima serie animata dell'MCU What If...? (2021).
- In Spider-Man: No Way Home (2021), May si occupa di aiutare i bisognosi e sostiene il nipote quando la sua identità di Spider-Man viene rivelata pubblicamente per colpa di Mysterio. Convince Peter ad aiutare i criminali provenienti da altri universi piuttosto che rimandarli indietro, dove verranno uccisi combattendo Spider-Man; riescono a curare il controllo mentale del Dottor Octopus dall'influenza dei suoi tentacoli, ma il Goblin prende nuovamente il controllo mentale di Norman Osborn e si ribella e attacca brutalmente Peter. May viene ferita mortalmente mentre cerca di aiutare il nipote e, poco prima di morire tra le sue braccia, lo rassicura che ha fatto la cosa giusta, ricordandogli che "da un grande potere derivano grandi responsabilità".
- May Parker appare anche nella terza serie animata dell'MCU Il vostro amichevole Spider-Man di quartiere (2025).

### Serie animate
Il personaggio appare nelle seguenti serie animate:
- L'Uomo Ragno (1967)
- L'Uomo Ragno (1981)
- L'Uomo Ragno e i suoi fantastici amici (1981)
- Spider-Man - L'Uomo Ragno (1994)
- Spider-Man Unlimited (1999)
- Spider-Man: The New Animated Series (2003)
- The Spectacular Spider-Man (2008)
- Ultimate Spider-Man (2012)
- Spider-Man (2017)
- Spidey e i suoi fantastici amici (2021)

### Videogiochi
Il personaggio appare nei seguenti videogiochi:
- Marvel Super Heroes vs. Street Fighter (1997 - Sega Saturn, PlayStation)
- Spider-Man 2 (2004 - PSP, PlayStation 2, Xbox, GameCube)
- LEGO Marvel Super Heroes (2013 - PlayStation 4, PlayStation 3, Wii U, Xbox One, Xbox 360, Nintendo 3DS)
- The Amazing Spider-Man 2 (2014 - PlayStation 3, Xbox 360, Microsoft Windows, Nintendo 3DS, PlayStation 4, Wii U, Xbox One, iOS, Android)
- Spider-Man (2018 - PlayStation 4, PlayStation 5)

Viene menzionata anche in Spider-Man 2: Enter Electro (2001) e in Ultimate Spider-Man (2005).